# جیمز اچ. بری
جیمز هندرسون بری (به انگلیسی: James Henderson Berry) سناتور سابق عضو حزب دموکرات ایالات متحده آمریکا بود. وی در سال ۱۸۸۵ تا ۱۹۰۷ میلادی سناتور ایالت آرکانزاس در سنای ایالات متحده آمریکا بود.

## سال های نخستین زندگی
جیمز هندرسون بری در جکسون کانتی، آلاباما، از خانواده ایزابلا جین (با نام خانوادگی اور) و جیمز مک فرین بری به دنیا آمد. خانواده در سال 1848 به آرکانزاس نقل مکان کردند. بری به مدت یک سال در آکادمی بریویل در بریویل، آرکانزاس شرکت کرد. آکادمی به نام خانواده او نامگذاری شد. بری در رشته حقوق تحصیل کرد و در سال 1866 در کافه آرکانزاس پذیرفته شد.

## جنگ داخلی آمریکا
در آغاز جنگ داخلی آمریکا، بری به ارتش ایالات کنفدرال پیوست و به عنوان ستوان دوم در شرکت E، 16 پیاده نظام آرکانزاس مأمور شد. بری پای راست خود را در جریان نبرد کورینث در شمال می سی سی پی از دست داد. پس از بهبودی از زخمش، به عنوان معلم مدرسه مشغول به کار شد و یک وکالت خصوصی را آغاز کرد.

## حرفه سیاسی
بری در سال 1866 به عضویت مجلس نمایندگان آرکانزاس انتخاب شد. او در سال 1872 و در سال 1874 مجدداً انتخاب شد. در آخرین دوره خود پس از تصدی این سمت در طول جنگ بروکس-باکستر به جای چارلز دبلیو، به عنوان رئیس مجلس انتخاب شد. تانکرسلی. بری رئیس کنوانسیون ایالت دمکراتیک در سال 1876 بود. در سال 1878 او قاضی دادگاه ناحیه چهارم شد و تا سال 1882 در آن سمت خدمت کرد تا اینکه به عنوان فرماندار آرکانزاس انتخاب شد. دولت بری بر کاهش بدهی دولتی و ایجاد یک بیمارستان روانی دولتی تمرکز کرد. بری برای انتخاب مجدد نامزد نشد. در مارس 1885، بری توسط قانونگذار برای پر کردن دوره منقضی نشده سناتور آگوستوس اچ. گارلند انتخاب شد. بری برای 22 سال آینده در سنای ایالات متحده باقی ماند.

## کهنسالی
در سال 1910، بری سمتی را در کمیسیون تاریخ آرکانزاس برای نشان دادن قبر همه سربازان کنفدراسیون آرکانزاس که در زندان‌های شمال مرده بودند، پذیرفت. بری در بنتونویل، آرکانزاس درگذشت و در گورستان شوالیه‌های پیتیاس (قبرستان بنتونویل کنونی)، بنتونویل، آرکانزاس به خاک سپرده شد.

## زندگی شخصی
در سال 1865، بری با E.Q. بلدرچین "لیزی". آنها شش فرزند داشتند.